# Eisenbahnunfall von Bhagalpur
Der Eisenbahnunfall von Bhagalpur am 1. Dezember 2006 wurde durch eine einstürzende Brücke in Bhagalpur im indischen Bundesstaat Bihar verursacht, die auf einen darunter hindurchfahrenden Schnellzug fiel. 36 Menschen starben.

## Ausgangslage
Der Superfast Express Nr. 3071 der Indian Railways / Eastern Railways war von Jamalpur nach Howrah unterwegs. Die Eisenbahnstrecke wurde im Bereich des Bahnhofs von Bhagalpur von der Ulta-Pul-Brücke, einer 1861 errichteten und nicht mehr genutzten Fußgängerbrücke, überquert. Eine neue Brücke hatte ihre Funktion bereits übernommen. Die alte Brücke bestand aus gemauerten Tonnengewölben. Die Abrissarbeiten an der alten Brücke fanden nur nachts statt, um den Zugverkehr so wenig wie möglich zu beeinträchtigen. Die ersten beiden Bogen waren zwei Nächte zuvor abgetragen worden. Dabei waren auch Bruchstücke der Brücke auf die Gleise gefallen. Der dritte Bogen der Brücke stand noch und in den 24 Stunden vor dem Unfall war der Zugverkehr darunter ohne Zwischenfälle abgelaufen.

## Unfallhergang
Als der Zug gegen 7:50 Uhr unter diesem dritten Bogen durchfuhr, fanden keine Abrissarbeiten statt. Gleichwohl stürzten der dritte Brückenbogen und ein Pfeiler, an denen noch gar keine Abrissarbeiten vorgenommen worden waren, ein und fielen auf den elften Wagen des Zuges, einen Schlafwagen der unteren Wagenklasse (S-8). Der Wagen wurde dabei zur Hälfte zerquetscht und unter dem Schutt begraben.

## Folgen
Bei dem Unfall starben 36 Menschen, 16 weitere wurden verletzt. Obwohl die Bahn in Bhagalpur eine Rettungseinheit für Notfälle unterhält und die Unfallstelle im Bahnhofsbereich lag, dauerte es zwei Stunden, bevor bahnseitig Rettungskräfte vor Ort eintrafen. Die Rettungsarbeiten wurden so vor allem von örtlichen Helfern geleistet. Zwei führende Ingenieure der regionalen Bahnverwaltung wurden wegen Vernachlässigung ihrer Pflichten vom Dienst suspendiert. Ein erster Hilfszug benötigte 7 Stunden, um an der Unfallstelle einzutreffen.